# Eulamprus leuraensis
Eulamprus leuraensis — вид сцинкоподібних ящірок родини сцинкових (Scincidae). Ендемік Австралії.

## Опис
Довжина сцинка Eulamprus leuraensis (без врахування хвоста) становить 80 мм, а довжина його хвоста — 120 мм. Голова бронзова або коричнева, поцяткована чорними плямами. Верхня частина тіла темно-коричнева або чорна, по спині по обидва боки від хребта йдуть ряди тонких жовтувато-бронзових або білих плям, які виглядають як безперервні бліді смуги. На темному хвості вони продовжуються і мають вигляд рядів плям. Боки і кінцівки темно-коричневі або чорнуваті, поцятковані жовтуватими або бронзовими плямами. Нижня частина тіла кремова або жовта, поцяткована дрібними темними плямами. Лапи міцні, на кожній є п'ять пальців.

## Поширення і екологія
Eulamprus leuraensis є ендеміками Блакитних гір у Новому Південному Уельсі. Одна популяція мешкає на плато Ньюенс, а друга — на протилежній стороні хребта, південніше Хейзелбрука. E. leuraensis живуть на болотах, порослих осокою та невеликими чагарниками, на висоті від 560 до 1060 м над рівнем моря, переважно на висоті понад 900 м над рівнем моря. Ведуть напівводний спосіб життя, активні з вересні по квітень. Гріються на сонці, живляться мухами, кониками, метеликами, довгоносиками та осами, іноді дрібними плодами. Самиці живородні, народжують дитинчат у грудні.

## Збереження
МСОП класифікує цей вид як такий, що перебуває під загрозою зникнення. Eulamprus leuraensis загрожує знищення природного середовища, зокрема осушення боліт.